# Vélodrome du Garden City
Le vélodrome du Garden City était un vélodrome situé à Wilrijk près d'Anvers en Belgique.

## Histoire
Le premier vélodrome d'Anvers, celui de Zurenborg, date de 1894. L'architecte Hellner est choisi pour concevoir un nouveau vélodrome au sud d'Anvers. Le vélodrome du Garden City est inauguré le 18 juin 1914. Il peut accueillir 1 500 à 20 000 personnes. La piste du vélodrome mesure 400 mètres,.
En 1920, le site accueille les championnats du monde de cyclisme sur piste et les épreuves de cyclisme sur piste des Jeux olympiques de 1920. Le vélodrome ferme en 1925 et est ensuite démoli.